# والتر بوكر
والتر بوكر (بالإنجليزية: Walter Booker)‏ هو عازف جاز أمريكي، ولد في 17 ديسمبر 1933 في برايري فيو في الولايات المتحدة، وتوفي في 24 نوفمبر 2006 في نيويورك في الولايات المتحدة بسبب نوبة قلبية.

## وصلات خارجية
- والتر بوكر على موقع ميوزك برينز (الإنجليزية)
- والتر بوكر على موقع أول ميوزيك (الإنجليزية)
- والتر بوكر على موقع ديسكوغز (الإنجليزية)